# Elección presidencial de Israel de 2021
La elección presidencial de Israel de 2021 fue llevada a cabo de forma indirecta el 2 de junio de 2021. Los 120 miembros de la Knesset votaron por mayoría absoluta del total de los miembros al nuevo presidente de Israel por un mandato único (sin posibilidad de reelección), de 7 años.
Isaac Herzog, presidente de la Agencia Judía para la Tierra de Israel fue elegido para reemplazar al presidente Reuven Rivlin, que se encontraba en el cargo desde el 24 de julio de 2014. El nuevo presidente fue inaugurado el 7 de julio de 2021.
El presidente de Israel tiene fundamentalmente tareas formales y protocolares. Ostenta el título de Jefe del Sanedrín, el ente judicial y legislativo supremo del pueblo judío en la Tierra de Israel. Es el jefe de Estado del país, representa la unidad del país, del Estado y del pueblo por arriba de las diferencias partidarias. Por esto, en general las personas que han sido elegidas tuvieron gran recorrido en la política del país o del pueblo de Israel.

## Candidatos
Isaac Herzog: presidente de la Agencia Judía para la Tierra de Israel, anteriormente líder de la oposición como líder de HaAvodá dentro de la Unión Sionista. Recibió 27 firmas de apoyo de todas las fuerzas políticas exceptos los partidos árabes de la Knesset.
Miriam Peretz: educadora y oradora. Recibió 11 firmas de apoyo.

## Resultado
|  | 76.99 % |

|  | 23.01 % |

|  | 94.96 % |

|  | 5.04 % |

|  | 100.00 % |

|  | 99.17 % |